# Luis Mayanés
Luis Lindorfo Mayanés Contreras (* 15. Januar 1925 in Antofagasta; † 6. November 1979) war ein chilenischer Fußballspieler. Er nahm mit der Nationalmannschaft seines Landes an der Fußball-Weltmeisterschaft 1950 teil.

## Karriere
Leben und Karriere von Luis Mayanés sind spärlich dokumentiert. Anlässlich der Fußball-Weltmeisterschaft 1950 in Brasilien wurde er in das chilenische Aufgebot berufen. Zu diesem Zeitpunkt spielte er auf Vereinsebene für den CD Universidad Católica aus Las Condes, mit dem er 1949 die nationale Meisterschaft gewonnen hatte.
Mayanés wurde am 25. Juni 1950 im ersten Endrundenspiel gegen England, das die Südamerikaner mit 0:2 verloren, eingesetzt. Es blieb sein einziges Länderspiel für die chilenische Nationalmannschaft. In den folgenden beiden Gruppenspielen gegen Spanien und die USA kam er nicht mehr zum Einsatz. Chile schied als Gruppendritter nach der Vorrunde aus.

## Erfolge
- Chilenische Meisterschaft: 1949